# USS Hatfield (DD-231)
USS Hatfield (DD-231/AG-84) là một tàu khu trục lớp Clemson được Hải quân Hoa Kỳ chế tạo vào cuối Chiến tranh Thế giới thứ nhất, và đã tiếp tục phục vụ trong Chiến tranh Thế giới thứ Hai cho đến khi xung đột kết thúc. Nó là chiếc tàu chiến duy nhất của Hải quân Hoa Kỳ được đặt tên theo John Hatfield (1795-1813), một sĩ quan hải quân tử trận trong cuộc Chiến tranh 1812.

## Thiết kế và chế tạo
Hatfield được đặt lườn vào ngày 17 tháng 3 năm 1919 tại xưởng tàu của hãng New York Shipbuilding Corporation. Nó được hạ thủy vào ngày 23 tháng 12 năm 1919, được đỡ đầu bởi bà J. Edmond Haugh; và được đưa ra hoạt động vào ngày 16 tháng 4 năm 1920 dưới quyền chỉ huy của Hạm trưởng, Đại úy Hải quân N. Vytlacil.

## Lịch sử hoạt động

### Giữa hai cuộc thế chiến
Sau các chuyến đi huấn luyện vào mùa Hè, Hatfield khởi hành từ Brooklyn, New York vào ngày 6 tháng 9 năm 1920 để đi Key West, Florida, và tiếp tục việc thực tập dọc theo bờ biển Đại Tây Dương cho đến hết năm 1920. Từ ngày 4 tháng 1 năm 1921 đến ngày 24 tháng 4, nó hoạt động tại vùng biển Caribe, trước khi quay trở về Hampton Roads kịp thời để tham gia cuộc duyệt binh hạm đội của Tổng thống Warren G. Harding vào ngày 28 tháng 4. Nó tiếp tục các cuộc cơ động cho đến ngày 7 tháng 11, khi nó được phân về Hải đội 14 trực thuộc Hạm đội Đại Tây Dương.
Vào đầu năm 1922, Hatfield hoạt động ngoài khơi Charleston, South Carolina, và vào ngày 2 tháng 10 đã khởi hành đi sang Địa Trung Hải để tham gia Lực lượng Hải quân Hoa Kỳ tại Thổ Nhĩ Kỳ. Nó làm nhiệm vụ tuần tra tại đây cho đến ngày 31 tháng 7 năm 1923 viếng thăm nhiều cảng bao gồm Smyrna, Jaffa, Beirut, Rhodes, và Varna.
Khi quay về đến New York vào ngày 11 tháng 8 năm 1923, nó được phân về Hạm đội Tuần tiễu. Trong bảy năm tiếp theo, Hatfield hoạt động luyện tập và cơ động dọc theo vùng bờ Đông, khu vực Cuba, Trung Mỹ và vịnh Mexico. Vào ngày 15 tháng 1 năm 1928, hải đội của nó đã tháp tùng Tổng thống Calvin Coolidge trong chuyến đi đến Cuba và Haiti nhân dịp Hội nghị Liên Mỹ. Vào tháng 11 năm 1930, nó lên đường đi Philadelphia, Pennsylvania, nơi nó được cho xuất biên chế vào ngày 13 tháng 1 năm 1931.
Đến ngày 1 tháng 4 năm 1932, nó nhập biên chế trở lại trong thành phần dự bị luân phiên, và đã khởi hành vào ngày 29 tháng 6 để đi đến cảng nhà mới của nó là San Diego, California. Hatfield hoạt động ngoài khơi San Diego cho đến ngày 27 tháng 4 năm 1936, khi nó khởi hành cho một chuyến đi sang Châu Âu, đưa nó đến Tây Ban Nha, Pháp, Ý và Algiers. Nó lên đường quay trở về Hoa Kỳ vào ngày 9 tháng 11 năm 1937, và về đến Charleston vào giữa tháng 12. Sau bốn tháng hoạt động dọc theo vùng bờ Đông, Hatfield lại được cho xuất biên chế vào ngày 28 tháng 4 năm 1938.

### Thế Chiến II
Một lần nữa Hatfield lại được cho nhập biên chế vào ngày 25 tháng 9 năm 1939, và được phân nhiệm vụ Tuần tra Trung lập cho đến tháng 8 năm 1940. Nó khởi hành vào ngày 2 tháng 8 để đi sang vùng bờ Tây, và được điều về lực lượng phòng thủ trực thuộc Quân khu Hải quân 13. Nó hoạt động tại khu vực này cho đến ngày 11 tháng 12 năm 1941, khi nó lên đường làm nhiệm vụ tuần tra tại vùng biển Alaska. Trong những tháng đầu không ổn định của cuộc chiến tranh tại Thái Bình Dương, nó hộ tống các tàu buôn đến cáng cảng Alaska, giúp vận chuyển hàng tiếp liệu cần thiết để xây dựng các căn cứ phía Bắc. Nó tiếp tục nhiệm vụ tại vùng biển phía Bắc lạnh giá và sóng gió cho đến ngày 13 tháng 3 năm 1944, khi nó quay trở về Seattle, Washington.
Hatfield làm nhiệm vụ tuần tra chống tàu ngầm ngoài khơi Seattle cho đến tháng 8, rồi đi vào Xưởng hải quân Puget Sound vào tháng 9 để được cải biến thành một tàu kéo mục tiêu. Được xệp lại lớp với ký hiệu lườn AG-84 vào ngày 1 tháng 10 năm 1944, nó đảm nhiệm vai trò mới từ ngày 25 tháng 10 tại Seattle. Trong thời gian trong biên chế còn lại, nó hoạt động ngoài khơi Port Angeles, Washington và San Diego, làm nhiệm vụ buồn tẻ nhưng cần thiết là kéo mục tiêu cho việc thực hành máy bay ném bom. Nó cũng trải qua một giai đoạn ngắn như một tàu huấn luyện ngoài khơi San Diego trước khi đi đến Bremerton, Washington vào ngày 12 tháng 11 năm 1946. Hatfield ngừng hoạt động lần cuối cùng vào ngày 13 tháng 12 năm 1946, kết thúc 26 năm phục vụ, và được bán cho hãng National Metal and Steel Corporation, tại đảo Terminal, Los Angeles, California để tháo dỡ vào ngày 9 tháng 5 năm 1947.